# 石山麟
石山麟（1945年—），吉林人，中华人民共和国企业家，北京市昌寧集團總裁，中國人民政治協商會議第八屆、第九屆全國委員會委員，中華全國工商業聯合會常務委員，高級工程師，2008年入选中國經濟周刊“中國改革開放30年經濟百人榜”。

## 生平
石山麟1945年9月出生于吉林省東豐縣橫道河子鎮，朝鮮族。1968年畢業于哈爾濱工業大學核物理專業。 石山麟于1985年創立昌寧集團，之前由于文化大革命，他在獄中度過了10年。目前昌寧集團是中國最大的水系統供應商。石山麟獲全國第一屆經濟改革人才獎金杯獎；1989年，被評為全國少數民族優秀企業家；1992年被國家科委評為中國優秀民辦科技實業家；同年獲國家教委頒發的“尊師重教、振興中華”榮譽證書；1994年榮獲第五屆全國優秀企業家“金球獎”和第四屆全國科技實業家創業獎金獎。1990年被韓國聘為“世界地球環境保護協會”國際名譽總裁，現兼任中國氣壓給水工業協會副理事長、中國人才研究會特約理事、中國機械工業企業管理協會理事、哈爾濱工業大學兼職教授。2001年福布斯富豪榜排名第51。2008年入選中國經濟周刊的“中國改革開放30年經濟百人榜”。